# Selbstkonzeptmodell
Selbstkonzeptmodelle werden Modellvorstellungen genannt, die das Selbstkonzept in ihrer Struktur beschreiben. Eines der einflussreichsten Modelle ist das Modell von Shavelson u. a. (1976). 

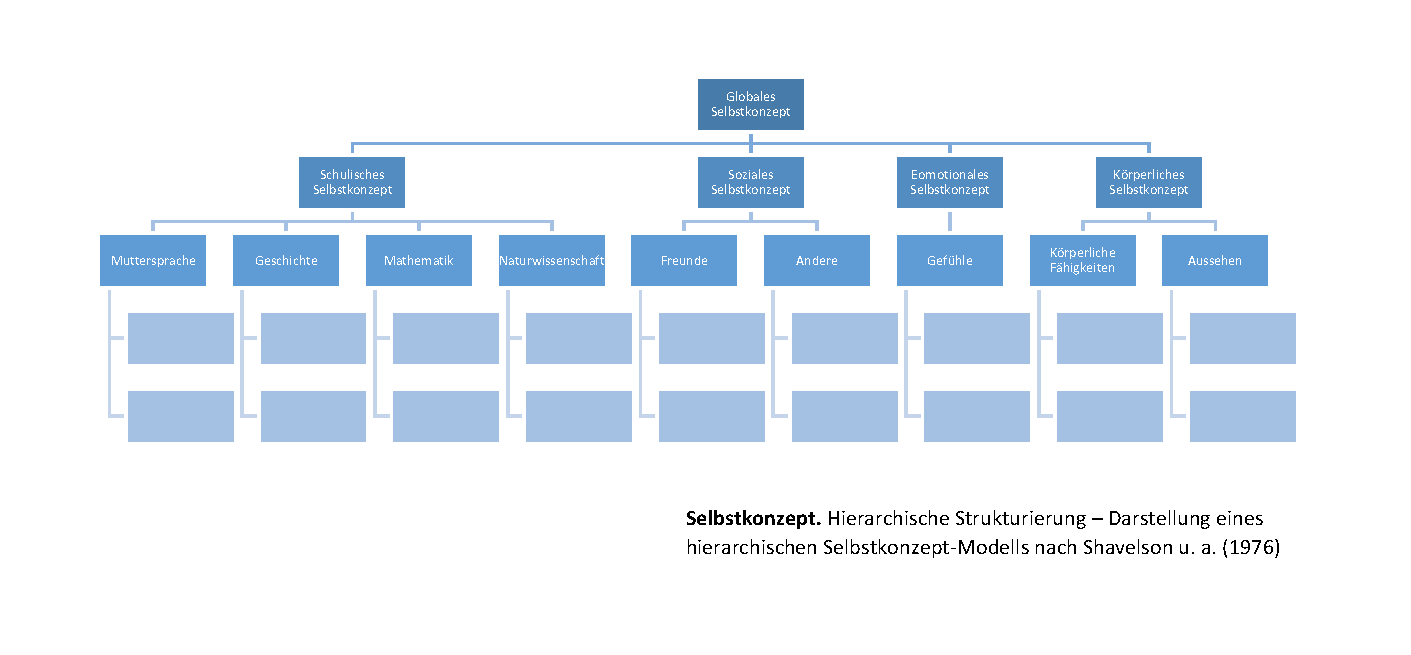
Hierarchisches Selbstkonzeptmodell nach Shavelson u. a.

Es charakterisiert das Selbstkonzeptmodell durch eine mehrdimensionale, hierarchische Struktur mit dem globalen Selbstkonzept an der Spitze der Hierarchie. Auf der nächsten Ebene werden ein schulisches sowie nicht-schulische Selbstkonzepte (ein soziales, ein emotionales und ein körperliches Selbstkonzept) unterschieden. Für das schulische Selbstkonzept werden dann auf der Ebene darunter Selbstkonzepte in Bezug auf wichtige Inhaltsbereiche (Fächer) differenziert. Shavelson u. a. gehen davon aus, dass zum Selbstkonzept nicht nur Selbstbeschreibungen, sondern auch Selbstbewertungen gehören und dass es mit ähnlichen Konzepten (z. B. Persönlichkeitsmodellen) zusammenhängt. In der Forschung konnte das Modell in vielen empirischen Studien bestätigt werden; allerdings hat sich die Hierarchie als komplexer erwiesen, als Shavelson u. a. annahmen. 